# Schwere Kampfwagen-Abteilung (Deutsches Kaiserreich)

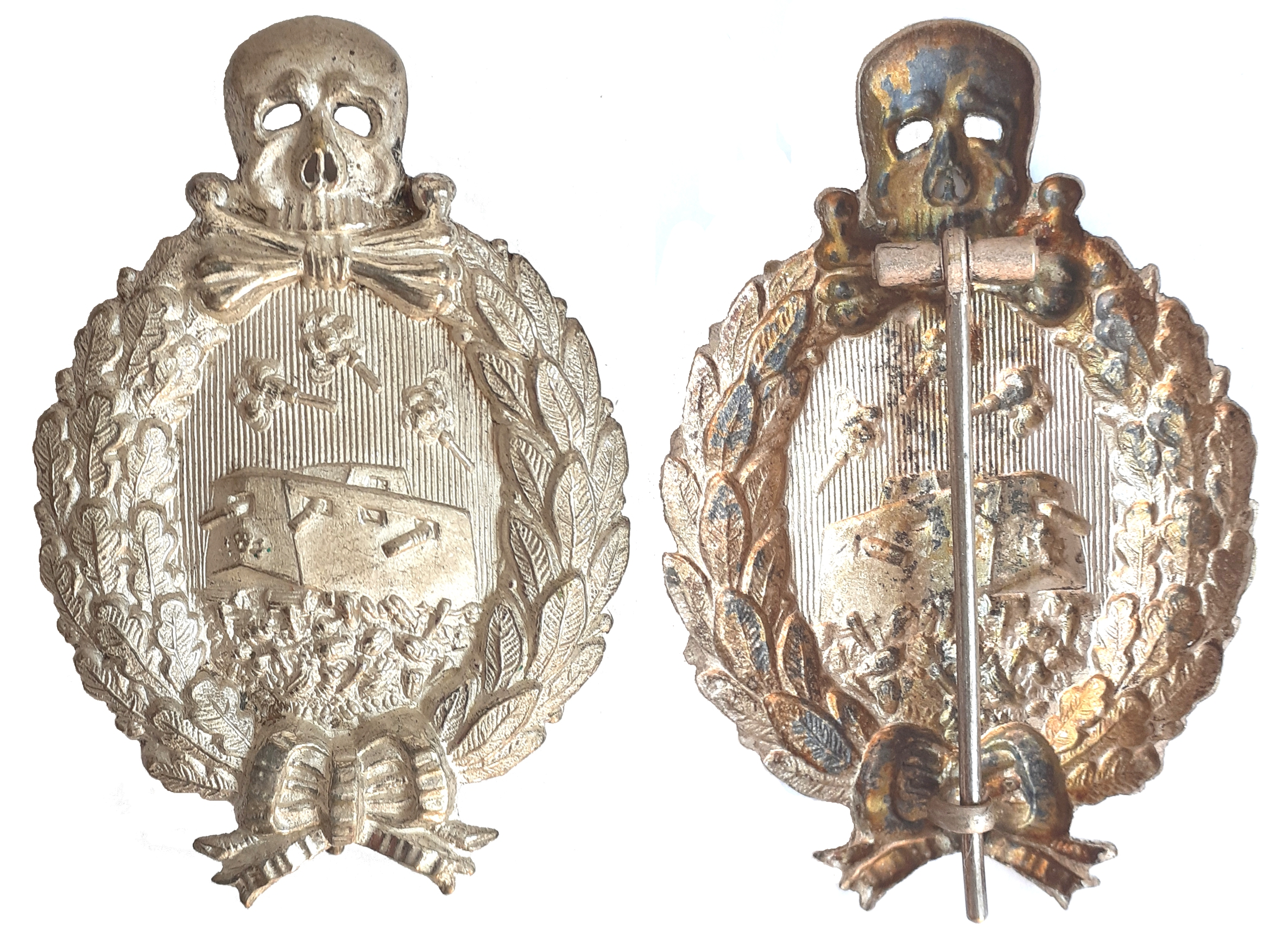
Kampfwagen-Erinnerungsabzeichen von 1921.

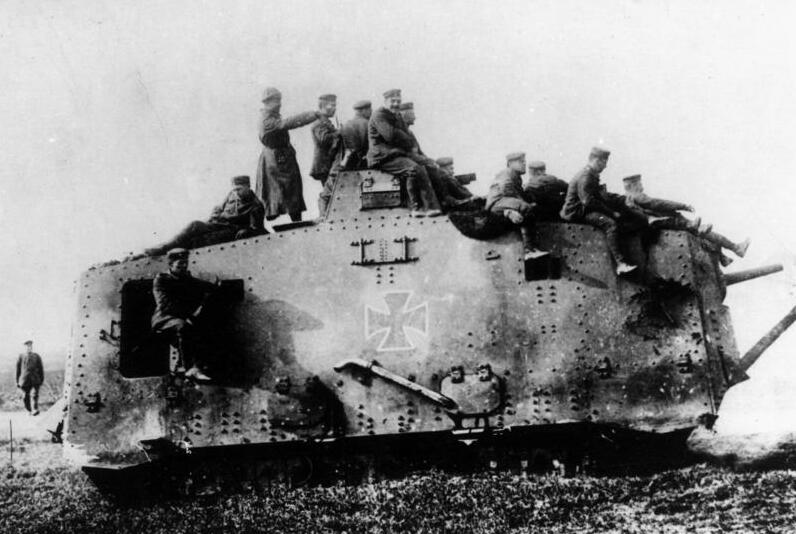
Deutscher Sturmpanzerwagen A7V mit aufgesessenen Soldaten.

Deutscher Sturmpanzerwagen A7V.

Schwere Kampfwagen-Abteilungen waren Einheiten des deutschen Heeres im Ersten Weltkrieg.

## Geschichte
Trotz des Auftauchens erster englischer Tanks an der Westfront im September 1916 hatte sich die deutsche Führung lange geweigert, selbst Panzer zu bauen, und lieber auf die Panzerabwehr gesetzt. Aber mit den Erfolgen der gegnerischen Tanks gelangte man zu der Überzeugung, selbst Panzer entwickeln zu müssen. Ende 1916 wurde daher die Abteilung 7 Verkehrswesen des Allgemeinen Kriegsdepartements im Preußischen Kriegsministerium mit der Entwicklung und Konstruktion eines Kampfwagens beauftragt. Erschwert wurde dieses Vorhaben allerdings durch die Lage des Krieges und die Rohstoffknappheit, wodurch die Entwicklung und Fertigung erheblich behindert wurden.
Das Kriegsministerium ordnete im September 1917 die Aufstellung der ersten Sturmpanzerwagen-Abteilungen an. Da nur 20 A7V-Panzer produziert wurden, konnten nur drei Abteilungen à fünf Tanks damit ausgerüstet werden. Fünf Tanks blieben in Reserve.
Im Januar 1918 ermächtigte die Oberste Heeresleitung (OHL) den Feldkraftfahrchef, weitere A7V-Abteilungen aufzustellen. Es fehlten jedoch die entsprechenden Kampfwagen, und so wurden ab März 1918 sechs weitere Abteilungen, ausgerüstet mit britischen Beutetanks Mark IV, aufgestellt.
Die Sturmpanzerkraftwagenabteilungen waren der Obersten Heeresleitung unmittelbar unterstellt. Für den Einsatz wurden sie den jeweiligen Armeen zugeteilt. Während der Zuteilung unterstanden sie in disziplinarischer und technischer Hinsicht deren zuständigen Kommandeuren der Kraftfahrtruppe. Ersatztruppenteil aller Abteilungen, außer der bayerischen Abteilung Nr. 13, war die preußische Kraftfahr-Ersatzabteilung Nr. 1 in Berlin.
Mitte August 1918 wurde auf Veranlassung der OHL die Zusammenfassung der bisherigen Kampfwagenabteilungen angeordnet. Die bisherige Bezeichnung „Sturmpanzerkraftwagen“ wurde in „Kampfwagen“ geändert. Nach der neuen Organisation sollten die bisherigen Sturmpanzerkraftwagenabteilungen in schwere Kampfwagenabteilungen (A7V oder Beute) zu drei Kompanien mit insgesamt 15 schweren Tanks (A7V oder Beute) zusammengefasst werden. Die neuen Kompanien entsprachen also bezüglich der Wagenstärke der bisherigen Abteilung. Aus den bestehenden Beutepanzerabteilungen sollten sieben „schwere Kampfwagen-Abteilungen (Beute)“ mit der Nummerierung „101“ bis „107“ gebildet werden. Geplant war, zudem vier „leichte Kampfwagen-Abteilungen“ mit den Nummern „201“ bis „204“ aufzustellen. Die dafür vorgesehenen leichten Kampfwagen wurden jedoch nicht mehr frontreif.
Am 22. September 1918 ordnete das Preußische Kriegsministerium die neuen Bezeichnungen an. Bis zum 30. November 1918 galt aber eine Übergangsregelung dergestalt, dass beide Formen im Schriftverkehr nebeneinander verwendet werden konnten. Die Änderung der Organisationsstruktur wurde, bedingt durch das Kriegsende, nicht mehr vollzogen.
Im November 1918 wurden die Kampfwagenabteilungen nach Wiesbaden verlegt und anschließend aufgelöst.
Die Personalstärke differierte je nach eingesetzten Kampfwagen. Bei den A7V-Abteilungen betrug im April 1918 der etatmäßige Bestand sieben Offiziere, 42 Unteroffiziere und 129 Mannschaften, also insgesamt 178 Soldaten. An Material standen zur Verfügung: fünf A7V, drei PKW und sieben LKW.
Aufgrund der geringeren Besatzungsstärke des britischen Mark IV hatten die Beute-Abteilungen einen etwas geringeren Personaletat von 142 Mann, genauer: sieben Offiziere, 36 Unteroffiziere und 99 Mannschaften. Ausgerüstet waren die Abteilungen mit fünf Mark IV, drei PKW und acht LKW.
Zur geplanten Aufstellung einer württembergischen und einer sächsischen Sturm-Panzerwagen-Abteilung kam es infolge des Kriegsendes nicht mehr.

## Einheiten

### Kommandeur der Sturm-Panzer-Kraftwagen-Abteilungen
Mit Befehl des Kriegsministeriums vom 17. Mai 1918 wurde der Chef des Feldkraftfahrwesens ersucht, im Felde den Kommandeur der Sturm-Panzerkraftwagen-Abteilungen aufzustellen. Er hatte die Disziplinargewalt eines selbstständigen Bataillonskommandeurs und ihm unterstanden alle Sturmpanzerkraftwagenabteilungen. Am 28. Mai 1918 wurde dazu Hauptmann Friedrich Bornschlegel ernannt.

### Schwere Kampfwagen-Abteilung (A7V) Nr. 1

#### Formationsgeschichte

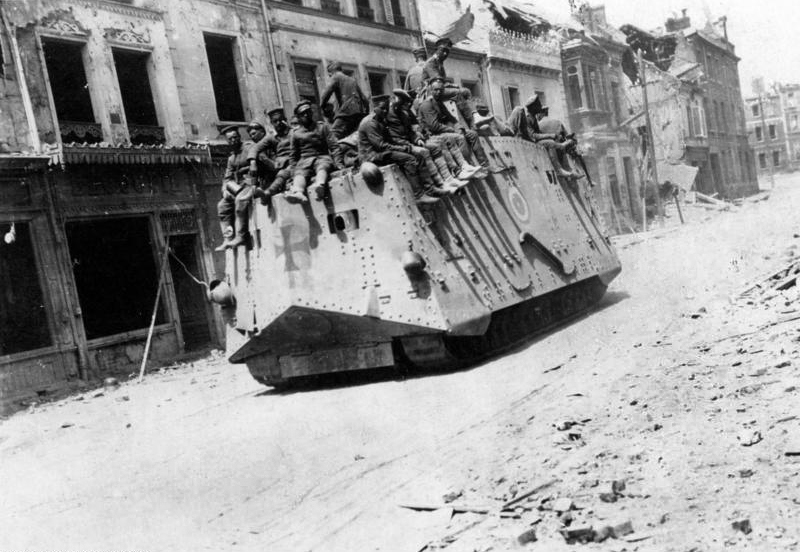
A7V der Abteilung Nr. 1 während der Frühjahrsoffensive „Michael“ in Roye an der Somme am 21. März 1918.

Mit Verfügung des Kriegsministeriums vom 29. September 1917 wurde die Sturm-Panzer-Kraftwagen-Abteilung Nr. 1 aufgestellt. Am 8. Januar 1918 meldete der Verband seine Verlegebereitschaft. Erster Kommandeur wurde Hauptmann Walter Greiff, sein Nachfolger wurde Hauptmann Thofehrn. Der erste deutsche Tankeinsatz erfolgte am 21. März 1918 im Rahmen des Unternehmens Michael bei St. Quentin. Daran schlossen sich weitere Einsätze bei der Schlacht von Amiens im Raum Villers-Bretonneux am 24. April 1918 und am 1. Juni 1918 am Fort de La Pompelle westlich Reims an. Am 9. Juni 1918 nahm die Abteilung an der Schlacht an der Matz teil und am 15. Juli 1918 bei der 7. Armee in der zweiten Schlacht an der Marne. Nach der Abwehrschlacht bei Cambrai am 31. August 1918 verfügte die Abteilung kaum noch über Kampfwagen. So wurde sie im September 1918 mit der Abteilung Nr. 2 zu einer Abteilung zusammengefasst. Ihren letzten Kampfeinsatz erlebt die Abteilung bei einer Angriffsoperation bei Cambrai am 11. Oktober 1918.

#### Ausrüstung
Ende Oktober 1918 wurden der Abteilung fünf Sturmpanzerwagen A7V zugeführt.

### Schwere Kampfwagen-Abteilung (A7V) Nr. 2

#### Formationsgeschichte

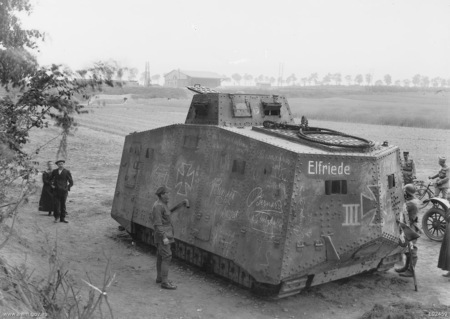
Wagen Nr. 542 „Elfriede“ der Abteilung Nr. 2. Dieser wurde am 24. April 1918 außer Gefecht gesetzt und im Oktober 1918 französische Beute.

Am 29. September 1917 verfügte das Kriegsministerium die Aufstellung der Sturm-Panzer-Kraftwagen-Abteilung Nr. 2. Ihr Kommandeur wurde Hauptmann Steinhard. Die Abteilung war am 8. Januar verlegebereit und hatte ihren ersten Einsatz am 24. April 1918 bei der Schlacht von Amiens im Raum Villers-Bretonneux. Dabei führte sie das erste Panzergefecht der Geschichte. Leutnant Wilhelm Biltz setzte als Kommandant des A7V „Nixe“ zwei britische Tanks außer Gefecht, bevor er seinen eigenen Kampfwagen nach Feindbeschuss aufgeben musste. Weitere Einsätze am 31. Mai bei der Pierquin Ferme nördlich Reims, am 15. Juli in der zweiten Schlacht an der Marne und am 31. August 1918 in der Abwehrschlacht bei Cambrai folgten. Nachdem die Abteilung alle Kampfwagen verloren hatte, wurde sie im September 1918 mit der Abteilung Nr. 1 zusammengefasst.

#### Ausrüstung
Die Abteilung war etatmäßig mit fünf Sturmpanzerwagen A7V ausgerüstet.

### Schwere Kampfwagen-Abteilung (A7V) Nr. 3

#### Formationsgeschichte
Die Einheit wurde im Dezember 1917 als Sturm-Panzer-Kraftwagen-Abteilung Nr. 3 aufgestellt und war ab dem 26. Februar 1918 mobil. Kommandeur war Hauptmann Otto Uihlein. Erstmals wurden die Tanks bei der Schlacht von Amiens im Raum Villers-Bretonneux am 24. April 1918 eingesetzt. Am 9. Juni 1918 nahmen sie an der Schlacht an der Matz teil. Anfang Oktober 1918 erhielt die Einheit die neue Bezeichnung Schwere Kampfwagen-Abteilung (A7V) Nr. 3. Nach Angriffsoperationen am 7. Oktober 1918 bei St. Etienne war anschließend kein Kampfwagen mehr einsatzbereit.

#### Ausrüstung
Die Abteilung war mit fünf Sturmpanzerwagen A7V ausgerüstet.

### Schwere Kampfwagen-Abteilung (Beute) Nr. 11

#### Formationsgeschichte

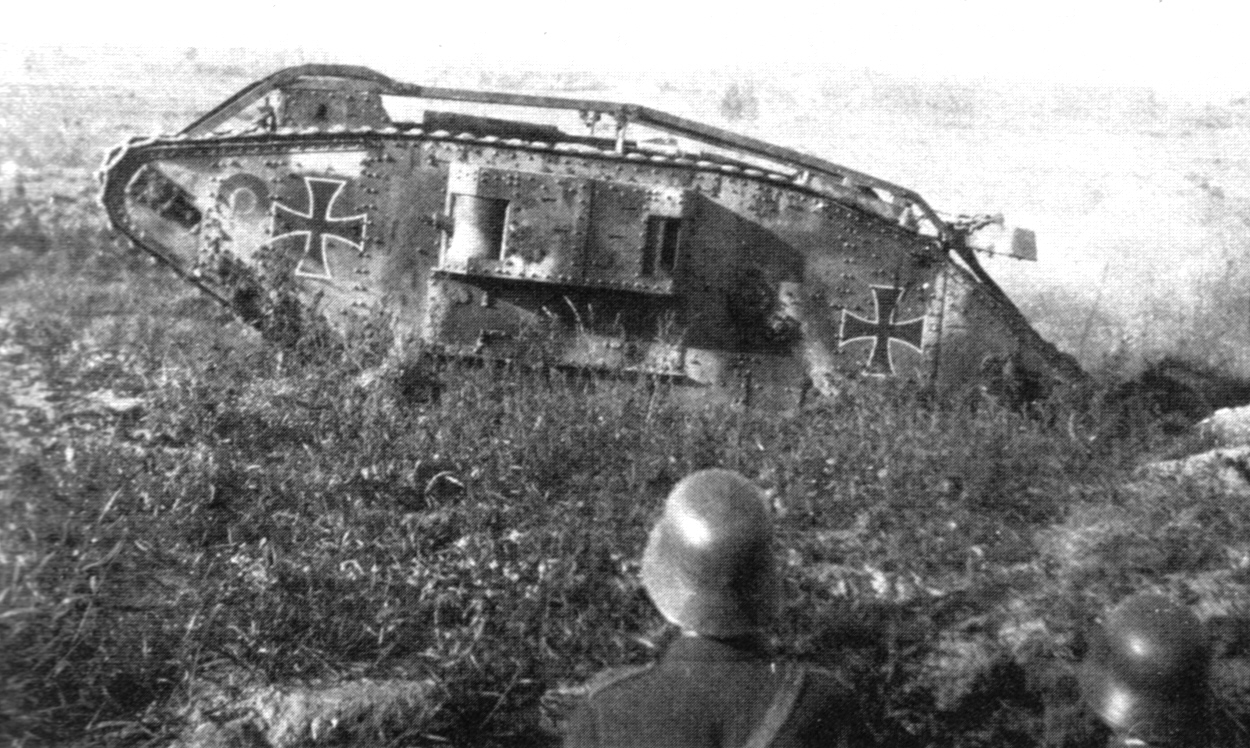
Weiblicher deutscher Mark IV Beutepanzer im Einsatz an der Westfront.

Die Abteilung wurde als Sturmpanzer-Kraftwagen-Abteilung Nr. 11 am 8. März 1918 aufgestellt. Hauptmann Adolf Reinhard Koch war von Mai bis November 1918 der einzige Kommandeur. Ihren ersten Einsatz fuhr die Abteilung bereits wenige Tage später am 21. März 1918 im Rahmen des Unternehmens Michael. Anfang April 1918 sollte sie bei den sogenannten Erzengeloffensiven „Georg“ und „Georgette“ das 2. Lothringische Infanterie-Regiment Nr. 131 der 42. Infanterie-Division unterstützen. Der Boden im geplanten Einsatzraum war jedoch so durchweicht und versumpft, dass sich die Tanks schon bald festfuhren und gar nicht zum Einsatz gelangten. Weitere Kampfeinsätze fuhren die Tanks bei der 7. Reserve-Division im Rahmen der Blücher-Offensive der 7. Armee im Raum zwischen Reims und Chauny am 27. Mai 1918 und bei der Armeereserve AOK 3 in der zweiten Schlacht an der Marne am 15. Juli 1918. Am 2. Oktober 1918 wurde sie in Schwere Kampfwagenabteilung (Beute) Nr. 11 umbenannt. Letztmals wurde sie bei Angriffsoperationen bei Cambrai im Oktober 1918 eingesetzt.

#### Ausrüstung
Die Abteilung wurde Mitte März 1918 zunächst mit fünf weiblichen Mark IV-Tanks ausgerüstet: Nr. 101, 102, 103, 104 und 105. Anfang April 1918 wurden zwei weibliche durch zwei männliche Tanks ersetzt. Im Mai 1918 waren nur noch die weiblichen Wagen „Bremen“ und Wagen Nr. 102 „Hedda“ sowie der männliche Wagen „Käthe“(!) einsatzbereit. Ende Mai 1918 wurde „Hedda“ an die Abteilung Nr. 13 abgegeben.

### Schwere Kampfwagen-Abteilung (Beute) Nr. 12

#### Formationsgeschichte

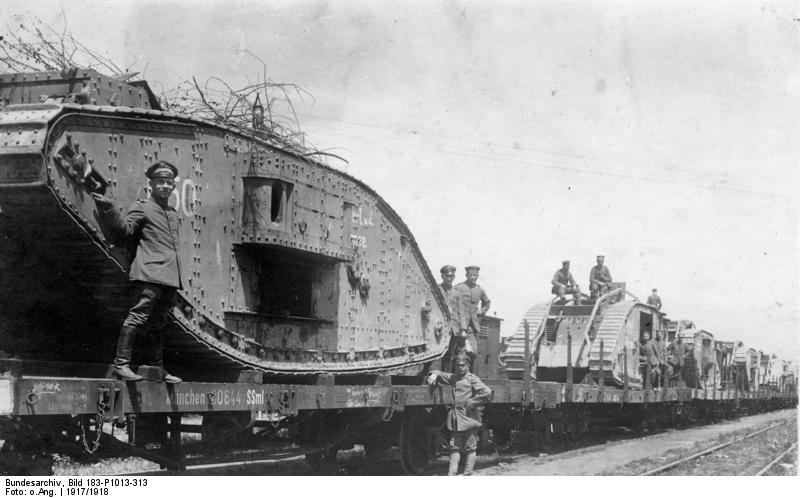
Erbeutete englische Mark IV Tanks auf dem Eisenbahntransport in Frankreich.

Am 13. März 1918 als Sturmpanzer-Kraftwagen-Abteilung Nr. 12 aufgestellt, sollte sie während der sogenannten Erzengeloffensiven „Georg“ und „Georgette“ im April 1918 das 2. Lothringische Infanterie-Regiment Nr. 131 der 42. Infanterie-Division unterstützen. Wie bei der Abteilung Nr. 11 fuhren sich die Tanks schon bald im nassen und versumpften Boden fest und gelangten gar nicht in den Einsatz. Seine Feuertaufe erhielt der Verband schließlich am 28. Mai 1918. Er war der 50. Infanterie-Division unterstellt, die im Rahmen der Blücher-Offensive der 7. Armee im Raum zwischen Reims und Chauny kämpfte. Bei der zweiten Schlacht an der Marne wurde die Abteilung am 15. Juli 1918 bei der 88. Infanterie-Division (XIV. Armee-Korps) der 3. Armee eingesetzt. Am 2. Oktober 1918 wurde die Sturmpanzer-Kraftwagen-Abteilung in Schwere Kampfwagenabteilung (Beute) Nr. 12 umbenannt. Ihre letzte Kampfhandlung war ein Gegenstoß im Raum Sebourg/Curgies. Zu diesem Zeitpunkt war sie der 28. Reserve-Division unterstellt. Von Mai bis Juli 1918 war Hauptmann von Frankenberg Kommandeur der Abteilung, anschließend bis Kriegsende Hauptmann Eberhard Herf.

#### Ausrüstung
Am 27. Mai 1918 hatte die Abteilung fünf britische Mark IV-Tanks: zwei männliche Wagen, einer davon namens „Paul“, und drei weibliche Wagen, darunter die Wagen Nr. 110 und 107 „Ännchen“.

### Schwere Kampfwagen-Abteilung bayer. Nr. 13

#### Formationsgeschichte
Die bayerische Sturm-Panzer-Kraftwagen-Abteilung Nr. 13 wurde ab 5. Februar 1918 aufgestellt. Als Gründungstag galt jedoch der 12. Mai 1918, der Tag der Etatisierung. Die Ausbildung erfolgte bei der Kraftfahr-Ersatz-Abteilung Nr. 2 in Berlin-Schöneberg. Als Kriegsformation aufgestellt, hatte die Abteilung keine Friedensgarnison. Ersatztruppenteil war die in München stationierte bayerische Kraftfahr-Ersatz-Abteilung Nr. 1. Von der Aufstellung bis zur Auflösung führte Oberleutnant Karl Wilhelm die Abteilung als einziger Kommandeur.
Ihren ersten Einsatz fuhren die Tanks der Abteilung im Rahmen der Blücher-Offensive der 7. Armee bei Juvincourt am 27. Mai 1918. Dabei war sie der 52. Infanterie-Division zugeteilt. Der zweite Einsatz erfolgte am 1. Juni 1918 bei Fort de La Pompelle westlich Reims. Nach einigen Wochen Ruhe, während die Abteilung materiell und personell wieder aufgefrischt wurde, erfolgte am 15. Juli 1918 ihr dritter Einsatz. Dieser war in der zweiten Schlacht an der Marne bei der bayerischen 1. Infanterie-Division, bayerisches I. Armee-Korps der 3. Armee. Am 2. Oktober 1918 wurde die Einheit in Schwere Kampfwagen-Abteilung bayer. Nr. 13 umbenannt. Seinen nächsten Einsatz hatte der Verband bei Angriffen bei Cambrai am 11. Oktober 1918. Am 1. November 1918 war die Abteilung der 28. Reserve-Division zugeteilt und hatte dort ihre letzte Kampfhandlung. Sie fuhr im Raum Sebourg/Curgies einen Gegenstoß. Nach Kriegsende wurde die Abteilung in München demobilisiert und am 30. November 1918 aufgelöst.

#### Ausrüstung
Entgegen der ursprünglichen Absicht wurde die Einheit statt mit deutschen A7V-Panzern mit englischen Beutepanzern ausgerüstet. Der Chef des Feldkraftwesens am 14. April 1918 hatte diese Entscheidung getroffen, weil es nicht genügend A7V-Tanks gab. Am 25. Mai 1918 wurden drei weibliche und zwei männliche Mark IV-Tanks vom Bay. Armee-Kraftwagen-Park Nr. 20 übernommen. Die weiblichen Tanks erhielten 100er Nummern, die männlichen 200er Nummern.
Die ersten Tanks waren Wagen Nr. 103 „Schnucki“, Nr. 104 „Kathi“, Nr. 112 „Marianne“, Nr . 201 „Max“ und Nr. 206 „Moritz“.
Zwischen dem 28. und dem 31. Mai 1918 war es bei zweien der fünf Tanks zu erheblichen technischen Probleme gekommen, und so musste die Abteilung durch zwei Tanks anderer Abteilungen wieder auf die volle Stärke gebracht werden. Dieses waren die weiblichen Tanks „Ännchen“ von der Abteilung Nr. 12 und „Hedda“ von der Abteilung Nr. 11. Nach Ausfall des Tanks „Bob“ am 15. Juli 1918 hatte die Abteilung noch die Wagen Nr. 209 „Wolf“, „Berta“, „Kerlchen“ und „Kathi“. Gute zwei Wochen später, am 3. August 1918, waren es die Wagen-Nr. 118, 123 und 127 sowie 209 „Wolf“ und 213. Vor dem Angriff bei Cambrai am 11. Oktober 1918 unterstanden der Abteilung die weiblichen Wagen Nr. 118, 127 und 142 sowie 209 und ein weiterer männlichen Mark IV. Wagen-Nr. 142 war seit dem 29. September 1918 als Reserve zugeteilt. Nach dem Ausfall sämtlicher Tanks wurden der Abteilung neue Wagen zugeführt. Mit Stand 25. Oktober 1918 waren dieses die Wagen Nr. 134, 138 und 149 sowie 224 und 228.

### Schwere Kampfwagen-Abteilung (Beute) Nr. 14

#### Formationsgeschichte

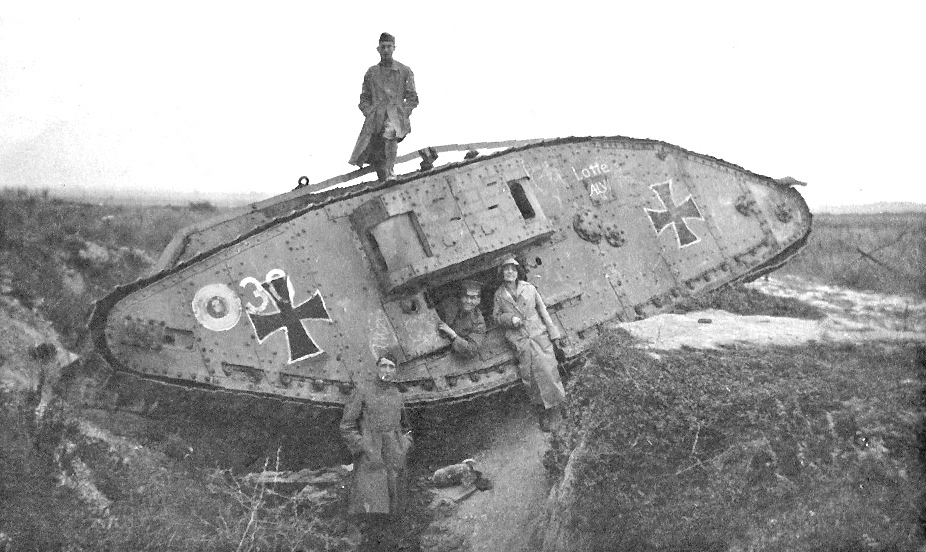
Aufgegebener Kampfwagen „Lotte“ auf dem Gefechtsfeld. Aufnahme nach 1918.

Die Sturm-Panzer-Kraftwagen-Abteilung Nr. 14 wurde am 7. Mai 1918 als mobil gemeldet. Von der Errichtung im Mai bis zur Demobilisierung im November 1918 war Hauptmann Wilhelm Negenborn ihr Kommandeur. Erstmals wurde sie am Chemin des Dames, einem markanten Höhenzug im Dreieck der Städte Laon, Soissons und Reims im Norden Frankreichs eingesetzt. Daran schloss sich am 27. Mai 1918 ein Einsatz bei der 5. Garde-Infanterie-Division im Rahmen der Blücher-Offensive der 7. Armee im Raum zwischen Reims und Chauny an. Am 1. Juni 1918 kämpfte die Abteilung am Fort de La Pompelle westlich Reims. Der Garde-Kavallerie-Schützen-Division, XII. (1. Kgl. Säch.) Armee-Korps der 3. Armee unterstellt, kämpfte sie am 15. Juli 1918 in der zweiten Schlacht an der Marne. Wie alle anderen Abteilungen wurde auch sie Anfang Oktober 1918 in Schwere Kampfwagen-Abteilung (Beute) Nr. 14 umbenannt. Der 28. Reserve-Division zugeteilt, fuhr die Abteilung am 1. November 1918 als letzte Kampfhandlung einen Gegenstoß im Raum Sebourg/Curgies.

#### Ausrüstung
Die Abteilung wurde zunächst mit vier weiblichen und einem männlichen Mark IV-Tank ausgerüstet: Wagen Nr. 113 „Liesel“, Nr. 116 „Lotte“, Nr. 117 „Dora“ und „Grete“ sowie Wagen Nr. 207 „Heinz“. Im August und September 1918 waren der Abteilung schließlich die weiblichen Wagen Nr. 120 „Liesel“, Nr. 119 „Lotte“ und Nr. 128 „Dora“ sowie die männlichen „Heinz“ und „Fritz“ unterstellt.

### Schwere Kampfwagen-Abteilung (Beute) Nr. 15

#### Formationsgeschichte

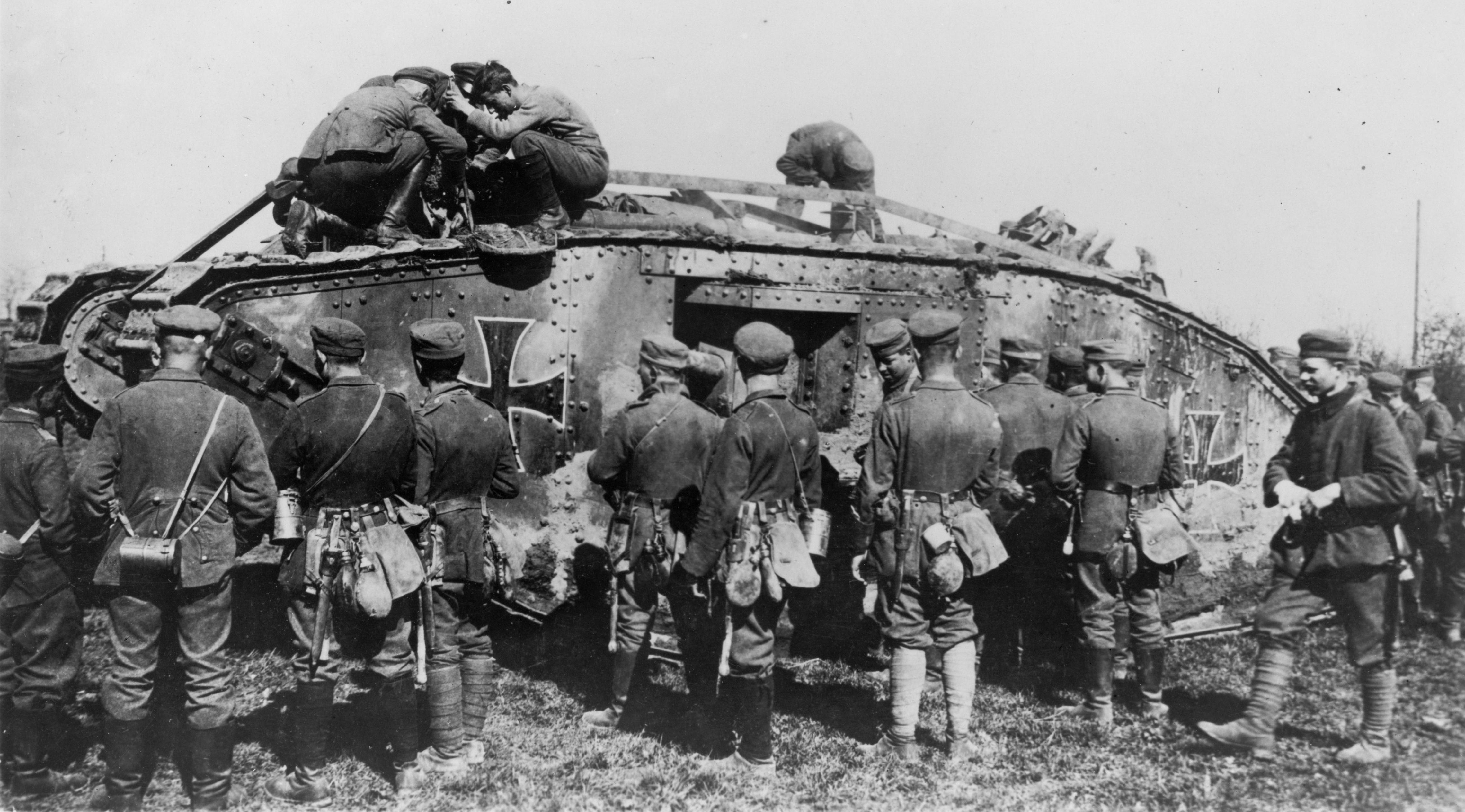
Englischer Beutepanzer Mark IV mit deutscher Kennzeichnung.

Nachdem die bereits existierenden Abteilungen Nr. 11 bis 14 mit Beutetanks ausgerüstet worden waren, wurde im August 1918 die Sturm-Panzer-Kraftwagen-Abteilung Nr. 15 zusammen mit ihrer Schwestereinheit Nr. 16 aufgestellt und am 28. August 1918 als einsatzbereit gemeldet. Ihr Kommandeur wurde Oberleutnant Wilhelm Knoop. Bereits kurz nach der Aufstellung wurde sie in Schwere Kampfwagen-Abteilung (Beute) Nr. 15 umbenannt. Ihren ersten und letzten Einsatz hatte die Einheit im Oktober 1918 bei Angriffsoperationen im Raum Cambrai.

#### Ausrüstung
Grundsätzlich war die Abteilung mit drei weiblichen und zwei männlichen Mark IV-Beutepanzern ausgerüstet. Die männlichen Tanks hatten die Nummern (1) und (2), die weiblichen erhielten die Nummern (3), (4) und (5). Am 8. Oktober 1918 waren Wagen Nr. 218 (2), Nr. 219 (1), Nr. 134 (3) und Nr. 138 (5) im Einsatz, Wagen Nr. 136 (4) wurde bereits am 4. Oktober beschädigt. Während der Gefechte wurde Wagen Nr. 219 (1) zerstört. Nach dem Einsatz wurden die Wagen Nr. 134 (3) und Nr. 138 (5) der Abteilung 13 unterstellt, während der beschädigte Wagen Nr. 218 (2) an den Bay. Armee-Kraftwagen-Park Nr. 20 zur Reparatur gegeben wurde.

### Schwere Kampfwagen-Abteilung (Beute) Nr. 16

#### Formationsgeschichte
Die Sturm-Panzer-Kraftwagen-Abteilung Nr. 16 wurde wie ihre Schwestereinheit Nr. 15 im August 1918 aufgestellt und am 28. August 1918 als einsatzbereit gemeldet. Anfang Oktober 1918 erfolgte die Umbenennung in Schwere Kampfwagen-Abteilung (Beute) Nr. 16. Wie die Abteilung Nr. 15 wurde sie im Oktober 1918 bei Gegenstößen im Raum Cambrai eingesetzt. Kommandeur war Oberleutnant Heinrich Colnot.

#### Ausrüstung
Die Abteilung war mit drei weiblichen und zwei männlichen Mark IV-Beutepanzern ausgerüstet.

### Bayerischer Armee-Kraftwagen-Park Nr. 20

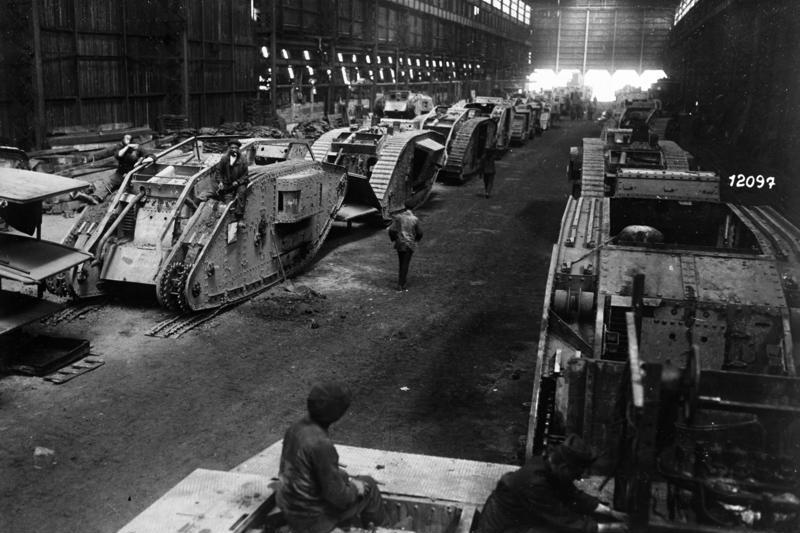
Reparaturwerkstatt des Bay. Armee-Kraftwagen-Parks Nr. 20 in Charleroi.

Der Armeekraftwagenpark wurde im Mai 1916 als Etappen-Kraftwagen-Park Nr. 20 in München aufgestellt. Er war bis Januar 1918 der k.u.k. Armee unterstellt, wo er den Fuhrpark der an der Italienfront eingesetzten Verbündeten betreute. Zwischen dem 18. Januar und 3. Februar 1918 wurde der Park nach Charleroi in Belgien zur Errichtung einer speziellen Anlage für Tanks und Raupenlastkraftwagen sowie zur Wiederherstellung erbeuteter Feindpanzer verlegt. Er war die zentrale Panzerinstandsetzungseinrichtung an der Westfront. Hier wurden erbeutet Feindpanzer zusammengefasst, erprobt und größtenteils wieder fahrtüchtig gemacht bzw. zur Ersatzteilgewinnung ausgeschlachtet. Bis zum 31. März 1918 hatten sich auf diese Weise in der gesamten Tätigkeit des Armeekraftwagenparks im Westen mehr als 50 britische Tanks angesammelt. Daneben wurden in Charleroi auch A7Vs gewartet und repariert. Nach dem Waffenstillstand kehrte der Park nach München zurück, wurde demobilisiert und zum 21. November 1918 endgültig aufgelöst. 

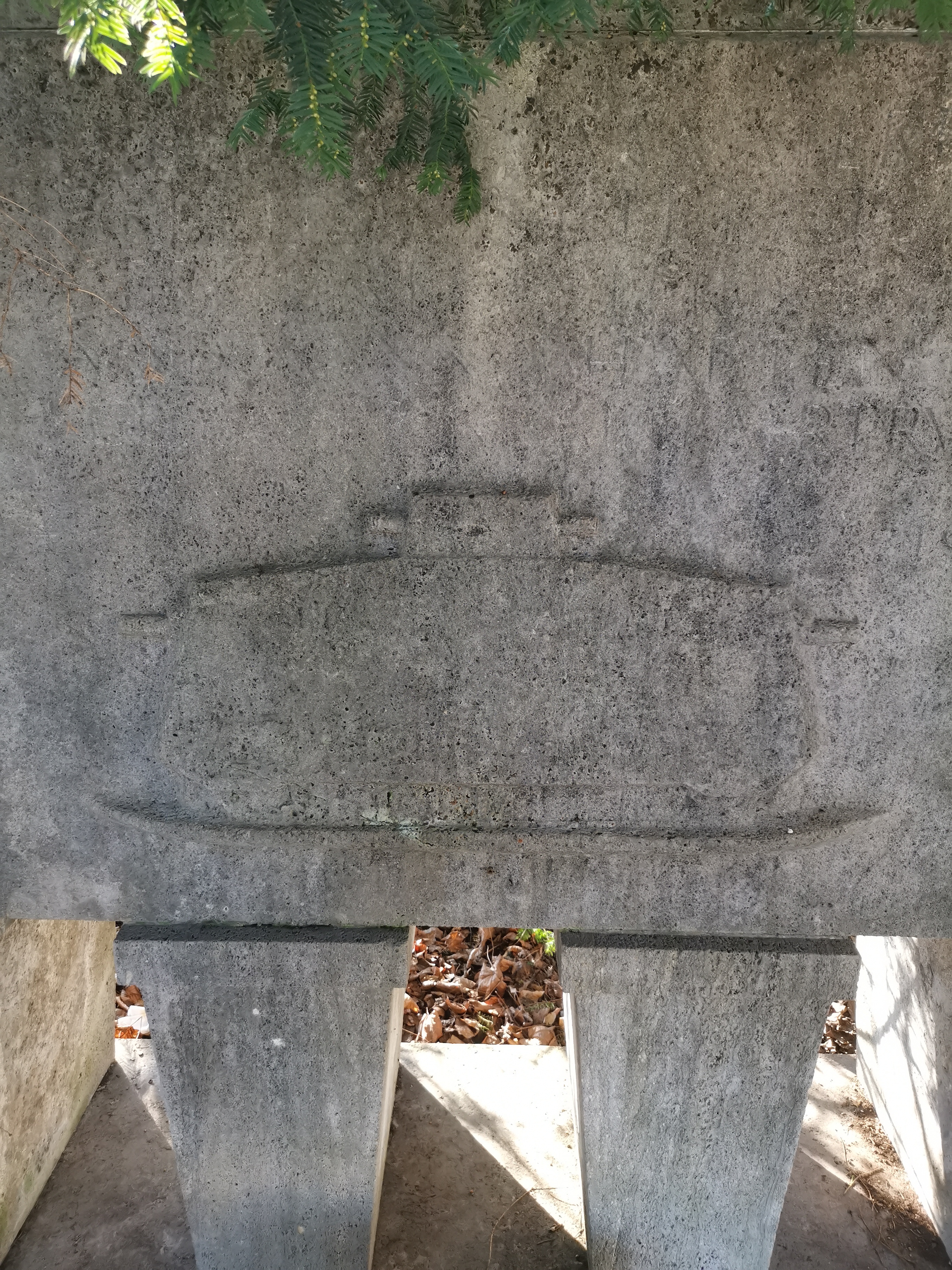
Kriegerdenkmal der kgl. bayerischen Kraftfahrtruppe 1914–18 vermutlich Deutscher Sturmpanzerwagen A7V

Am Jahresbeginn 1918 hatte der Park einen Personalbestand von vier Offizieren, 35 Unteroffizieren und 319 Mannschaften. Bis zum Mai 1918 wuchs die Personalstärke auf sieben Offiziere, 49 Unteroffiziere und 491 Mannschaften an. Der Bedarf an frontverwendungsfähigen Soldaten führte zur Einstellung belgischer Zivilarbeiter, so dass sich das Personal ab Juni 1918 wie folgt zusammensetzte: vier Offiziere, 48 Unteroffiziere, 439 Mannschaften und 254 belgische Arbeiter. Die Kommandeure waren von Mai 1916 bis Februar 1918 Hauptmann Hiltmann und von Februar bis November 1918 Hauptmann Seefried.